# 卡洛斯·佩德罗索
卡洛斯·佩德罗索（西班牙語：Carlos Pedroso，1967年1月28日—），古巴男子击剑运动员。他曾代表古巴参加2000年夏季奥林匹克运动会击剑比赛，获得一枚铜牌。他也曾参加1987年泛美运动会击剑比赛。